# Husmoder (befattningshavare)
Husmoder var en yrkesbeteckning för en befattningshavare för Stora Barnhuset i Stockholm. Hon hade ansvaret för hushållets skötsel på institutionen. Hon delade även posten som föreståndare för hemmet och var den högsta kvinnliga befälhavaren på hemmet. Samma position vid de övriga offentliga institutionerna i Sverige under samma tid motsvarades av Matmodern. 
Instruktionen för Barnhusets personal utfärdades av barnhusdirektörerna borgmästare Jean de la Vallée och rådman Heinrich Sparjin 12 mars 1677. Husmodern stod direkt under direktörerna och predikanten i rang jämsides med sysslomannen, praeceptorn och lärmodern: under dem stod den övriga personalen av betjänter och barnpigor. En sidgrupp utgjordes av sjukmodern, som stod under barberaren och läkaren, stadens ordinarie medicus. 
Husmodern var närmast kollega med sysslomannen och hade likvärdig rang med honom. Hon kunde dock inte ersätta honom vid sjukdom eller frånvaro: denna uppgift tillföll praeceptorn. Husmodern fick gå via sysslomannen då hon skulle framföra synpunkter till direktörerna, liksom lärmodern fick gå vida praeceptorn, men i båda fallen fick de närvara vid direktörernas besök när deras kollega framförde deras ord. 
Husmodern rekryterades som regel bland änkor eller döttrar till präster. Till skillnad från hennes motsvarighet på andra offentliga inrättningar eller hospital, matmodern, skulle hon helst inte vara gift med sysslomannen. 
Husmodern hade ansvaret för hushållets skötsel, inventarier och personal. Hon mottog råvarorna till livsmedel av sysslomannen i närvaro av praeceptorn och lärmodern och fördelade dem till personalen, och hon övervakade hushållets textilier, klädesförråd och tvätt. Det var också hennes ansvar att övervaka den övriga personalen med befogenhet att bestraffa dem. År 1770 framkom en klagoskrift mot personalen, efter att de uppenbarligen sedan 1740-talet hade undanhållit barnen den mesta maten och sålt den för egen vinning, något som lett till större dödlighet bland barnen. Husmodern hade också den enda nyckeln till flickornas sovsal: detta var uppenbarligen ett krav som husmodern hade framställt själv inför utformningen av reglementet 1677 och direktionen hade gett vika för, trots att de övriga nycklarna innehades av husvakten, även om det var hon som gav husvakten order.        